# Inju
Inju – wieś w Estonii, w prowincji Virumaa Zachodnia, w gminie Vinni.